# Lee (Maine)
Lee város az USA Maine államában, Penobscot megyében. Lakosainak száma 916 fő (2020. április 1.).

## Népesség
A település népességének változása:

| 2010 | 922 |
| 2020 | 916 |